# Sistero García Torres
Sistero García Torres, alias "Camarada Ricardo", es político, escritor y ex terrorista peruano perteneciente al Movimiento Revolucionario Túpac Amaru (MRTA) durante la época del terrorismo en el Perú.

## Biografía
Fue líder del Frente Nororiental en la selva peruana, uno de los frentes más activos del MRTA. Fue parte del Batallón América. En 1992 tuvo disputas con Néstor Cerpa Cartolini, anunciando la ruptura con la organización terrorista el 22 de enero de ese año. Tras su anuncio público de ruptura, el MRTA mandó a un comando para capturarlo, pero Sistero García fue rescatado por el ejército. Luego de ello, fue derivado a Lima y de allí a Venezuela, donde estuvo asilado entre los años 1993  y 1994. En septiembre de 1994, regresó a Perú acogiéndose a la Ley de Arrepentimiento por recomendación de su amigo Carlos Gonzales. Fue testigo de los juicios hacia sus excompañeros.
En el año 2023, se le inició investigación por autoría mediata y violación de derechos humanos en el caso de la masacre de Tarapoto junto a otros líderes del MRTA.

## Vida Política
Fue jefe de la campaña electoral del candidato fujimorista Rolando Reátegui para la alcaldía de Tarapoto. En el año 2019 anunció su candidatura para el congreso por el partido Juntos por el Perú.

## Publicaciones
- EL "CAPO" MAS GRANDE DEL AMAZONAS: "MOSCA LOCA" el narco mas poderoso de la amazonia (2019)
- CUENTOS AMAZONICOS: Paraíso perdido, la Viuda Virgen, El Ayahuasquero, La Laguna Azul y mas... (2019)
- GUERRA EN LA SELVA: Historia del Movimiento Revolucionario TUPAC AMARU en la Amazonía Peruana (2018)
- LA DANZA DE LA COCAINA: Corrupción y venganza, narcotraficantes, policías, terroristas (2017)
- AMOR ENTRE DOS JUEGOS: ¡Cómo su amor por una linda guerrillera fue su condena a muerte! (2017)